# Polymelkzuur

Skelet van een polymelkzuurketen

Polymelkzuur of polylactide is de naam voor thermoplastische polymeren van melkzuur. Ze worden vaak aangeduid met de afkorting PLA (van het Engels polylactic acid). Ze zijn biologisch afbreekbaar, biocompatibel en worden geproduceerd uit hernieuwbare plantaardige grondstoffen (maiszetmeel of suikerriet) en worden daarom gepromoot als duurzaam alternatief voor traditionele plastics uit petroleumchemicaliën zoals polyetheen, polypropeen of polystyreen. Voorlopig liggen de productiekosten van PLA wel hoger zodat een grootschalige vervanging nog niet aan de orde is. Filament is een voorbeeld van polymelkzuur, want in thermoplastic zitten polymelkzuren.

## Synthese en eigenschappen
Men kan melkzuur gebruiken als monomeer voor een polycondensatiereactie, maar het resulterende polymeer heeft een te laag molecuulgewicht vanwege resterende watermoleculen die niet verwijderd kunnen worden en is daarom niet praktisch bruikbaar. In plaats daarvan gebeurt de synthese van PLA meestal door de polymerisatie van lactide, dit is het cyclische dimeer van melkzuur, of van andere ringvormige oligomeren van melkzuur. Het is een ringopeningspolymerisatie, met als katalysator een organische tinverbinding:

Polymerisatie van lactide tot polylactide via ringopening

Men kan zowel d- als l-melkzuur of een mengsel van beide gebruiken. De graad van kristalliniteit van het polymeer hangt af van de verhouding tussen d- en l-melkzuur. Poly-l-melkzuur is het meest kristallijn en heeft de beste thermische stabiliteit; maar bij hogere temperatuur heeft polymelkzuur de neiging te racemiseren tot poly-d/l-melkzuur, zodat het meer amorf wordt en de thermische stabiliteit afneemt. Poly(tetramethylglycolide) (PTMG), een ander biosynthetisch polymeer op basis van melkzuur maar dat niet racemiseerbaar is, zou deze nadelen niet hebben en een hogere thermische stabiliteit hebben dan polymelkzuur.
Polymelkzuur is een polyester, waarvan de keten is opgebouwd uit een aantal melkzuureenheden. Het is kleurloos en doorzichtig, met een dichtheid van ca. 1,25 kg/dm3. De glastemperatuur ligt typisch rond 50 °C. Het smeltgebied ligt tussen 170 en 230 °C. De ontbindingstemperatuur is ongeveer 250 °C. Polymeren van melkzuur zijn brandbaar.
Polymelkzuur is biologisch afbreekbaar in industriële composteringsinstallaties.

## Toepassingen

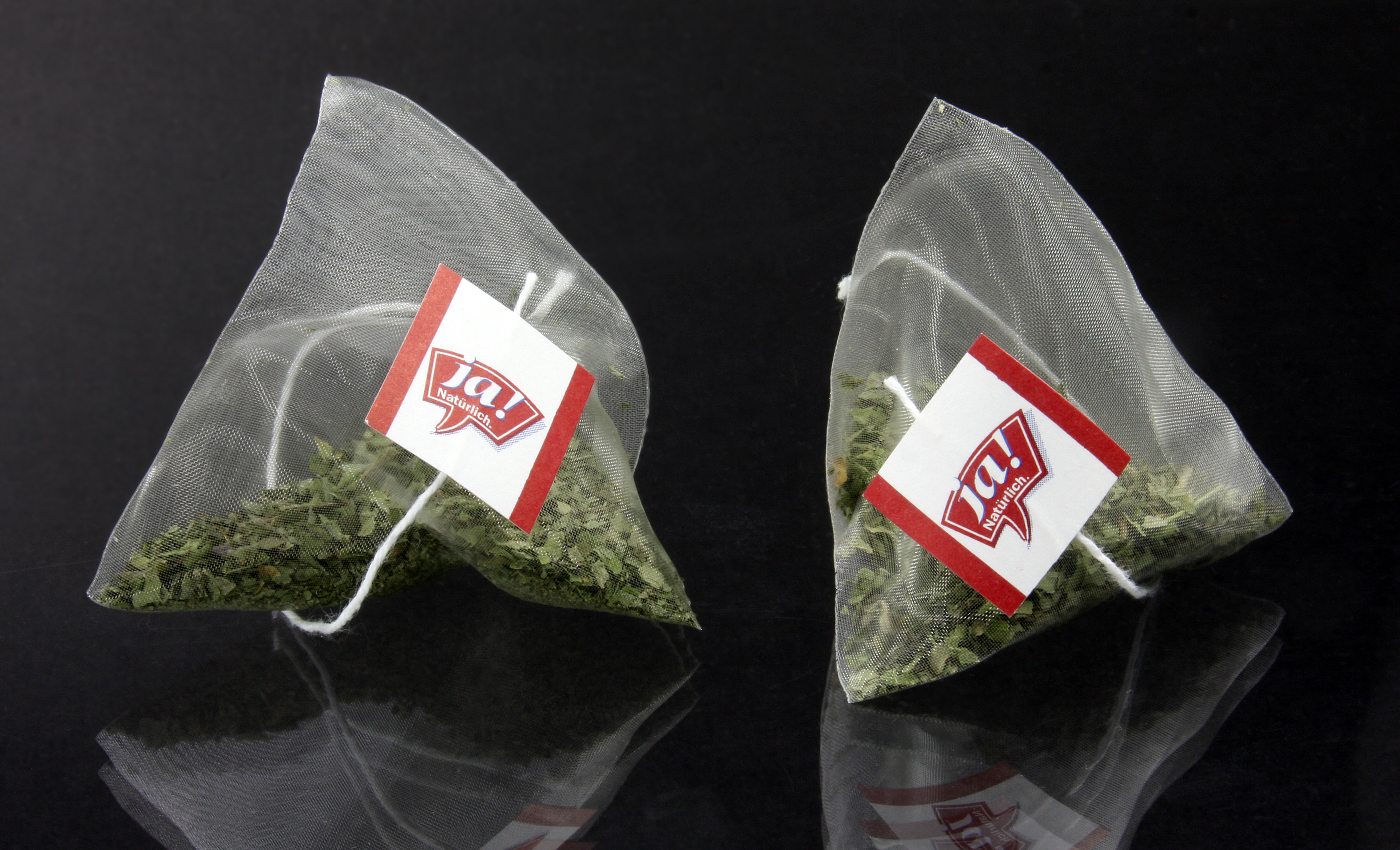
Theezakjes

PLA wordt toegepast als alternatief voor op aardolie gebaseerde plastics. Het heeft, net zoals elk ander polymeer, zijn eigen specifieke set aan eigenschappen. Als de toepassing erom vraagt kunnen eigenschappen aangepast worden door het te mengen met andere polymeren, het toepassen van meerlagenstructuren of het toevoegen van additieven.

### In gebruiksartikelen en verpakkingen
Hoogmoleculair PLA kan gebruikt worden in gelijksoortige toepassingen als traditionele thermoplastische polymeren, onder meer voor verpakking van voedingswaren (trays voor fruit en vlees), films, maaltijd-artikelen (drinkbekers, bordjes, bestek), vezels (woven en non-woven toepassingen (theezakjes), flessen en consumentengoederen).

### Bij 3D-printen
Bij 3D printing wordt PLA als grondstof in de vorm van filament (draad) van meestal 1,75 of 2,85 mm dikte op rollen toegevoerd om met fused deposition modeling (FDM) voorwerpen laag voor laag op te bouwen.

### Composteerbaar plastic
Plastic op basis van polymelkzuur wordt verkocht als composteerbaar plastic, waarbij het beter voor het milieu zou zijn en zou bijdragen aan vermindering van de CO2-uitstoot, omdat er geen fossiele grondstoffen worden gebruikt. Naast de toepassing als verpakking van bijvoorbeeld voedingswaren, worden er onder andere ook plastic potten voor planten in de tuin geproduceerd op basis van PLA. 
In de gangbare composteringsinstallaties waar gft-afval in wordt verwerkt breekt PLA echter niet af. Daarom wordt het uit het gft gezeefd en verbrand. Ook komt het in de plastic soep terecht.

### Medische toepassingen
Polylactide is biocompatibel ("lichaamsvriendelijk") en heeft daarom een aantal toepassingen in de medische sector. Bijvoorbeeld in de chirurgie, waar het gebruikt wordt voor hechtdraden ("catgut") en voor schroefjes, haakjes en dergelijke voor het herstellen van botbreuken. De gebruikte materialen hoeven niet achteraf verwijderd te worden; ze breken in het lichaam af en vallen uiteindelijk uiteen tot melkzuur.